# Bleek moskussentje
Het bleek moskussentje (Pulvinula niveoalba ) is een schimmel behorend tot de familie Pulvinulaceae. Het leeft saprotroof, in gemengd bos op leem.

## Verspreiding
In Nederland is het bleek moskussentje uiterst zeldzaam voor. Hij staat op de rode lijst in de categorie 'Gevoelig'.